# Melaka Tengah
Melaka Tengah (Centraal-Malakka) is een district in de Maleisische deelstaat Malakka.
Het district telt 503.000 inwoners op een oppervlakte van 210 km².